# 雷門小助六
雷門 小助六（かみなりもん こすけろく）は、落語家の名跡。
- 初代雷門小助六 - 後∶四代目古今亭志ん生
- 二代目雷門小助六 - 後∶八代目雷門助六
- 代外雷門小助六 - 後∶雷門ケン坊
- 三代目雷門小助六 - 当代[1][2][3]

三代目 雷門 小助六（かみなりもん こすけろく、1982年1月19日 - ）は、千葉県松戸市出身の落語家、落語芸術協会所属。本名∶山口 敦。出囃子は『並木駒形』、紋は『杏葉牡丹』。

## 経歴
松戸市立松戸高等学校在学中の1999年9月、九代目雷門助六に入門し、師匠の前座名でもある雷門花助を名乗る。翌年4月より落語芸術協会の前座になる。 
2004年4月、二ツ目昇進。
2013年5月1日、三代目三笑亭世楽、春風亭笑好と共に真打昇進し、三代目雷門小助六を襲名。

## 芸歴
- 1999年9月 - 九代目雷門助六に入門、前座名「花助」。
- 2000年4月 - 前座となる。
- 2004年4月 - 二ツ目昇進。
- 2013年5月 - 真打昇進、「三代目雷門小助六」を襲名。

## 人物
松戸生まれの松戸育ち、松戸在住。余芸は『寄席の踊り』。
好きな動物は猫と熱帯魚。好きな食べ物はチョコレート、羊羹のはじっこ、ふ菓子などの甘いもの。好きな飲み物はポカリスエットと日本酒。
趣味は演芸関係の映像、音源などの資料収集。
聖徳大学オープン・アカデミー講師。
高校生時代、浅草演芸ホールの住吉踊りで聴いた橘家圓平の「ぞろぞろ」に感銘を受け、落語家になり住吉踊り連に入った際、圓平から「ぞろぞろ」の稽古をつけてもらっている。
若手芸人の｢芸の兄貴｣